# Brassay Sándor
Brassay Sándor (Gyergyótölgyes, 1930. július 29. –) magyar agrármérnök,  mezőgazdasági szakíró.

## Életútja
A kolozsvári unitárius kollégiumban tanult, agrármérnöki diplomáját e városban szerezte a Mezőgazdasági Főiskolán. 1962-ig Kolozsvárt dolgozott mint területrendező, majd vidéki termelőszövetkezeti munka után 1968-tól a nagybányai kataszteri és területrendezési vállalat munkatársa. Tanulmányai román nyelven az Analele Institutului de Cercetări pentru Economia Agrară, Revista de Geodezie, Cadastru și Organizarea Teritoriului, Probleme de Economie Agrară szakfolyóiratokban jelentek meg. Technikai és ismeretterjesztő jellegű szakcikkeit magyar nyelven a Falvak Dolgozó Népe, Bányavidéki Fáklya, Előre közli. Monografikus munkája: Talajvédelem, területrendezés, földmérés (Frankel Elekkel, 1979). Társszerkesztőként működött közre: A föld, a víz és az ember. A Hanyi-Sajfoki Vízgazdálkodási Társulat emlékkönyve fennállásának harminc éves jubileumán; szerk. Brassay Sándor, Szalay Zoltán, Perl Márton; Hanyi-Sajfoki Vízgazdálkodási Társaság, Heves, 1990